# 오주호
오주호(1992년 4월 2일 ~ )는 대한민국의 축구 선수이며 포지션은 수비수이다. 인도 I리그에서 뛰고 있다.